# Leptographium procerum
Leptographium procerum är en svampart som först beskrevs av W.B. Kendr., och fick sitt nu gällande namn av M.J. Wingf. 1985. Leptographium procerum ingår i släktet Leptographium och familjen Ophiostomataceae.   Inga underarter finns listade i Catalogue of Life.